# Darshan Singh Gill
Tan Sri Dato’ Seri Darshan Singh Gill (* 1948 in Indien) ist ein malaysischer Rechtsanwalt, prominenter Vertreter der Sikh-Bevölkerung Malaysias und Radsportfunktionär.
Darshan Singh Gill besuchte die Anglo-Chinesische Schule in Ipoh. Später studierte er Jura in London und machte dort auch seinen Abschluss. Zurück in Malaysia arbeitete er zunächst in der Verwaltung, bis er eine Anwaltskanzlei in Ipoh eröffnete.
Gill war der erste Sikh und Nicht-malaiischstämmige der von Sultan Azlan Shah in das Royal  Council of Perak berufen wurde. Von 1990 bis 1994 war er Präsident der Malaysian Sikh Union und ist derzeit Präsident des Malaysia National Sikhs Movements (GERAKSIKH). Außerdem engagiert er sich im Verbraucherschutz in der Federation of Malaysian Consumers Associations.
1977 wurde Gill Präsident des regionalen Radsportverbandes Perak Cycling Association, später Präsident und heutiger Ehrenpräsident der Malaysian National Cycling Federation (MNCF) und von 1996 bis 2005 Präsident der Asian Cycling Confederation (ACC). Außerdem war er als erster Malaysier Mitglied des Vorstandes des Weltradsportverbandes Union Cycliste Internationale (UCI). Er initiierte den Bau des Rakyat Velodroms in seiner Heimatstadt Ipoh und sammelte dafür private Spenden in Höhe von rund 850.000 Euro. Während seiner MNCF-Präsidentschaft wurde die Tour de Langkawi 1996 erstmals ausgetragen. Er organisierte zudem Bahnrad-Weltcupläufe, asiatische Radmeisterschaften und weitere nationale und internationale Wettbewerbe.
Darshan Singh Gill erhielt die staatlichen Ehrentitel  Tan Sri (1997) und Dato’ Seri (2006) sowie zahlreiche Ehrungen in Malaysia und weiteren asiatischen Ländern. 2010 wurde er in die Hall of Fame des Olympischen Komitees von Malaysia aufgenommen.

## Publikationen
- Sikh Community In Malaysia, Singapur 2009